# Seznam dílů seriálu Naruto
Toto je seznam dílů anime seriálu Naruto. Bylo natočeno celkem 220 dílů v devíti řadách, čtyři OVA a tři filmy. Přímým pokračováním tohoto seriálu je seriál Naruto: Šippúden, který se odehrává o dva a půl roku později od poslední epizody.

## Přehled řad
| Řada | Díly | Premiéra v Japonsku | Premiéra v Japonsku | Premiéra v ČR | Premiéra v ČR |
| Řada | Díly | První díl           | Poslední díl        | První díl     | Poslední díl  |
| ---- | ---- | ------------------- | ------------------- | ------------- | ------------- |
| 1    | 57   | 3. října 2002       | 5. listopadu 2003   | vysíláno      | vysíláno      |
| 2    | 43   | 12. listopadu 2003  | 8. září 2004        | vysíláno      | vysíláno      |
| 3    | 41   | 15. září 2004       | 29. června 2005     | vysíláno      | vysíláno      |
| 4    | 42   | 6. července 2005    | 3. května 2006      | vysíláno      | vysíláno      |
| 5    | 37   | 10. května 2006     | 8. února 2007       | vysíláno      | vysíláno      |

## Seznam dílů

### První řada (2002–2003)
| Č. v seriálu | Č. v řadě | Původní název | Český název                                                                             | Premiéra v Japonsku | Premiéra v ČR |
| --- | --------- | --- | --------------------------------------------------------------------------------------- | ------------------- | ------------- |
| 1 | 1         | Sandžó! Uzumaki Naruto! 参上！うずまきナルト                                                                                | Přichází Uzumaki Naruto!                                                                | 3. října 2002       | vysíláno      |
| Naruto z touhy po získání pozornosti od ostatních pokreslí památník hokagů. Je za to následně potrestán celodenním mytím památníku. Jeho učitel Iruka jej motivuje k větší pracovitosti nabídkou, že když bude pracovat rychleji, pozve jej na rámen, což se také stane. Zítřejší den Naruto nezvládne nindžovské zkoušky a je z toho zdrcen. Učitel Mizuki jej však navede k tomu, aby ukradl zakázaný svitek, jejž by pak Mizuki sám pro sebe získal, a je to také on, kdo mu poví pravdu o tom, že v jeho těle je zapečetěn devítiocasý liščí démon. Protože se Naruto ze svitku stihne naučit již techniku stínových klonů, použije ji následně proti Mizukimu, když se pokusí zabít Iruku bránícího Naruta. Jako odměnu mu pak dá Iruka nindžovskou čelenku coby symbol úspěchu u zkoušek, čímž Naruto získá hodnost genin. |           | |                                                                                         |                     |               |
| 2 | 2         | Konohamaru da kore! 木ノ葉丸だ コレ！                                                                                       | Já jsem Konohamaru!                                                                     | 10. října 2002      | vysíláno      |
| Naruto se seznámí s Konohamarem, malým vnukem Třetího hokage, který ještě nevystudoval nindžovskou akademii, ale zoufale by si přál získat dědečkovo místo. Konohamaru chce, aby jej Naruto naučil nějaké techniky, načež ho Naruto naučí svou perverzní techniku přeměny v ženu. Ebisu, Konohamarův soukromý učitel a skrytý zvrhlík, to velmi těžce snáší a odvede Konohamara od Naruta pryč. Naruto jej však udolá svou technikou zkombinovanou z techniky perverzní a techniky stínových klonů. Konohamaru pak pochopí, že titul hokageho nezíská žádnými zkratkami a domluví se s Narutem, že od teď budou rivalové. |           | |                                                                                         |                     |               |
| 3 | 3         | Šukuteki!? Sasuke to Sakura 宿敵!?サスケとサクラ                                                                            | Rival?! Sasuke a Sakura                                                                 | 17. října 2002      | vysíláno      |
| Poté, co Naruto získal hodnost genin, se rozřazují úspěšní absolventi akademie do jednotlivých týmů, v nichž budou plnit mise pod vedením zkušeného nindži. Naruto se dostane do týmu 7 spolu se Sakurou Haruno, kterou Naruto tajně miluje, avšak ona jej kvůli jeho hyperaktivní povaze nemůže vystát. Naopak Sakura miluje jejich třetího člena týmu, Sasukeho Učihu, nejlepšího člena ročníku a dívčího idola, jehož zase kvůli jeho popularitě u holek nesnáší Naruto. I přesto dojde ten den k nešťastné shodě okolností, když se tihle dva políbí, čímž Naruto spoustu holek připraví o jejich tajný sen - být tou první, kdo políbí Sasukeho. |           | |                                                                                         |                     |               |
| 4 | 4         | Širen! Sabaibaru enšú 試練！サバイバル演習                                                                                  | Zkouška! Trénink přežití                                                                | 24. října 2002      | vysíláno      |
| Tým 7 poznává svého velitele, tajemného džónina Kakašiho, jenž má ve zvyku chodit na setkání zásadně pozdě. Kakaši se seznamuje se svým týmem tím, že jim klade otázky, na něž on sám odpovídá velmi nejednoznačně. Sasuke v tomhle rozhovoru přiznává, že jeho cílem je zabít jistého člověka. Kakaši je s odpověďmi spokojen a hned členům týmu zadá úkol, aby získali jakýmkoli způsobem alespoň jednu ze dvou rolniček, jež má u sebe, aby mohli dostat oběd. Všichni členové se pokouší jednotlivě získat rolničky, ale nikdo neuspěje. |           | |                                                                                         |                     |               |
| 5 | 5         | Šikkaku? Kakaši no keturon 失格？カカシの結論                                                                               | Prohra? Kakašiho rozhodnutí                                                             | 31. října 2002      | vysíláno      |
| Sasukemu se málem podaří získat od Kakašiho rolničku, ale i tak je nakonec poražen. Sakuru při pokusu získat rolničku uvrhne Kakaši do iluze, v níž je na blízku umírající Sasuke, čímž ji samozřejmě přemůže. Naruto se mezitím snaží pokradmu přiblížit ke dvěma balíčkům s obědem, ale je přistižen Kakašim. Za trest nedostane pak na rozdíl od Sakury a Sasukeho najíst a Kakaši zdůrazní, ať se nepokouší Naruta během jeho nepřítomnosti krmit. Sasuke však Narutovi nabídne své jídlo, na což Sakura zareaguje stejně, ale vtom se zjeví Kakaši a pokárá je za jejich neposlušnost. Nakonec však prohlásí, že „ti, kteří neposlouchají rozkazy jsou považování za odpad, ale ti, kteří ani nezachrání své kamarády kvůli rozkazům, jsou ještě horší než to”. Kakaši se tak oficiálně stává mistrem jejich týmu. |           | |                                                                                         |                     |               |
| 6 | 6         | Džújó ninmu! Nami no kuni e čó-šuppacu! 重要任務！波の国へ超出発！                                                          | Důležitá mise! Směr Vlnková země!                                                       | 7. listopadu 2002   | vysíláno      |
| Poté, co tým 7 splní již několik nejjednodušších misí typu D, se Naruto ptá Třetího hokage, zda by jim nepřidělil nějakou těžší misi. Tým 7 dostane tedy misi typu C, jejímž cílem je dopravit stavitele mostů Tazunu do Vlnkové země, aby tam dokončil stavbu mostu. Během začátku cesty jsou však přepadeni dvěma nindži z Mlžné vesnice, ale Kakašimu se podaří je porazit. Je však nespokojen s tím, jak si Naruto počínal během přepadení, naopak pochválí Sasukeho a Sakuru za jejich odvahu postavit se zkušenému nepříteli. Po zjištění, že Naruto byl při útoku zraněn a dostal se mu rány jed, navrhne Sakura, aby se vrátili zpět do vesnice, ale Naruto odmítá přerušit misi jen kvůli němu. Vrhacím nožem si odstraní z rány jed a slíbí, že už nikdy neuteče z mise a že neprohraje se Sasukem. Kakaši si všimne, že rána se díky síle devítiocasého liščího démona pozoruhodně rychle hojí. |           | |                                                                                         |                     |               |
| 7 | 7         | Kiri no ansacuša! 霧の暗殺者！                                                                                              | Zabiják v mlze                                                                          | 14. listopadu 2002  | vysíláno      |
| Tým 7 spolu s Tazunou pluje na člunu do Vlnkové země. Kakaši požaduje po Tazunovi vysvětlení, proč lhal ohledně zařazení obtížnosti téhle mise do kategorie C. Tazuna přiznává, že po jeho krku jde bohatý lodní magnát jménem Gató, jenž si nepřeje dokončit most spojující Vlnkovou zemi s pevninou, protože by to pro jeho společnost znamenalo menší výnosy, a protože Gató již několikrát bojoval s Vlnkovou zemí, Tazunova země je válkou velmi vyčerpaná a nemohla si tak dovolit dražší misi. Tým 7 nakonec souhlasí s tím, že misi dokončí a Tazunu i přesto ochrání. Jsou však přepadeni uprchlým nindžou z Mlžné vesnice, Zabuzou Momočim, jehož si Gató najal po neúspěchu předchozích dvou nindžů. Poté, co Kakaši pozná Zabuzu, odstraní ze svého levého oka pásku a odhalí tak svůj šaringan. Sasuke jej ihned pozná a vysvětlí ostatním, že šaringan je typ unikátního oka, s jehož pomocí může jeho uživatel používat speciální oční techniky, rozpoznat nepřítelovy pohyby a techniky a také je zkopírovat. Je však o to víc udiven, jak jej Kakaši získal, protože tenhle typ očí se vyskytuje výhradně u příslušníků klanu Učiha. Zabuza mezitím vyvolá na bojišti hustou mlhu, v níž je viditelnost téměř nulová, přičemž Kakaši vykřikne na svůj tým, ať ochraňují Tazunu. Kakašimu se nakonec podaří Zabuzu chytit pod krk a namířit na něj vrhací nůž. |           | |                                                                                         |                     |               |
| 8 | 8         | Itami ni čikau kecui 痛みに誓う決意                                                                                         | Slíbené rozhodnutí bolesti                                                              | 21. listopadu 2002  | vysíláno      |
| Zabuzovi se podaří Kakašiho překvapit a uvěznit jej do techniky vodního vězení. Naruto se rozhodne použít stínové klonování a zaútočit tak hromadně na Zabuzův klon, jenž sice většinu Narutových klonů porazí, ale jeden klon použije techniku přeměny na šuriken, kterého druhý zbývajivší Narutův klon hodí Sasukemu. Sasuke použije proti Zabuzovi techniku stínového šurikenu, kdy jeden šuriken (Sasukeho pravý) má pod sebou ukrytý ještě druhý (Narutův přeměněný klon). Tahle léčka zafunguje - Zabuza první šuriken odrazí a druhému se vyhne, načež se Narutův klon přeměněný na šuriken přemění zpět do své původní podoby a vrhne na pravého Zabuzu svůj vrhací nůž, čímž jej donutí zrušit jeho techniku vodního vězení. |           | |                                                                                         |                     |               |
| 9 | 9         | Šaringan no Kakaši 写輪眼のカカシ                                                                                           | Kakašiho šaringan                                                                       | 28. listopadu 2002  | vysíláno      |
| Kakaši, jenž je nyní osvobozen z vodního vězení, použije na Zabuzu několik vodních technik, přičemž některé z nich jsou i ty, jež předtím stihl okopírovat svým šaringanem od Zabuzy. Kakašimu se nakonec podaří jej jednou vodní technikou uvěznit u stromu, kde ho chce konečně usmrtit, ale než se tomu tak stane, usmrtí jej tajemný, zamaskovaný lovec uprchlých nindžů, jenž poděkuje týmu 7 za to, že se Zabuzou bojovali, načež i s mrtvým tělem zmizí. Kakaši poté zkolabuje kvůli vysílení způsobeného přílišným používáním šaringanu. |           | |                                                                                         |                     |               |
| 10 | 10        | Čakura no mori チャクラの森                                                                                                 | Les čakry                                                                               | 5. prosince 2002    | vysíláno      |
| Kakaši se probouzí doma u Tazuny. Přiznává, že mu něco na smrti Zabuzy nehraje a rád by ji ještě vyšetřil. A má pravdu, protože onen maskovaný lovec nindžů se odhalí jako Zabuzův pomocník jménem Haku, jenž jeho tělo pouze během boje vrhacími jehlicemi znecitlivěl a nyní se snaží Zabuzu dát do pořádku. Než se však tým 7 vydá prošetřit Zabuzovu "smrt", rozhodne se Kakaši svůj tým vzít svůj tým do lesa, kde je učí koncentrovat čakru do chodidel, pomocí čehož budou moci chodit po stromech bez pomoci šplhání rukou. Sakuře se to daří hned napoprvé, avšak Naruto a Sasuke potřebují více času na cvičení. Sakura poté, co se na ni Naruto obrátí pro pomoc, Narutovi se cvičením pomůže. Kakaši nakonec okomentuje situaci tím, že Naruto začíná konečně dobře zvládat týmovou práci. |           | |                                                                                         |                     |               |
| 11 | 11        | Eijú no ita kuni 英雄のいた国                                                                                               | Země, co měla hrdinu                                                                    | 12. prosince 2002   | vysíláno      |
| Zatímco se Naruto a Sasuke snaží předehnat v tom, kdo lépe zvládne pomocí koncentrace čakry do nohou vystoupat na vrcholky stromů, se vesničané snaží přesvědčit Tazunu, aby se stavbou mostu přestal. Sakura během návštěvy Vlnkové země pozná, jak chudí její obyvatelé kvůli vlivu magnáta Gatóa jsou, a pochopí, jak moc důležité je, aby byl most dokončen. Během večeře se zeptá Tazunova vnuka Inariho, proč tak upřeně zírá na obraz s neznámým mužem. Inari se urazí a od stolu uteče. Tazuna vysvětlí, že muž na onom obrazu se jmenoval Kaiza a byl to hrdina Vlnkové země, protože proti Gatóovi kladl odpor, ale byl veřejně popraven, aby se jeho smrt stala dostatečnou hrozbou pro všechny případné vzpoury. Pro Inariho tenhle muž byl jako jeho vlastní otec, protože jeho skutečný otec zemřel, když byl Inari hodně malý, a proto se z Inariho stal takový uzavřený, zatrpklý chlapec, jenž Kaizu neustále viní z toho, že nedokázal tuhle zemi ochránit před Gatóem. Naruto, dojat vyprávěním Tazuny, se rozhodne Inariho přesvědčit, že ve světě hrdinové stále existují. |           | |                                                                                         |                     |               |
| 12 | 12        | Kjódžó kessen! Zabuza futatabi!! 橋上決戦！ザブザ再び!!                                                                     | Rozhodující bitva na mostě! Návrat Zabuzy!!                                             | 19. prosince 2002   | vysíláno      |
| Naruto se probouzí v lese ve společnosti dívky sbírající bylinky, s níž si povídá o tom, zda mají oba nějaké cíle a také někoho, kdo je pro ně důležitý. Dívka nakonec Narutovi prozradí, že je ve skutečnosti kluk, což Naruta šokuje, protože se mu dle jeho slov líbí dokonce více než Sakura. Sakura a Sasuke se mezitím zajímají, kde Naruto je, protože se od minulého večera vůbec neukázal a obávají se, že zkolaboval v důsledku spotřebování příliš mnoha čakry. Sasukemu se nakonec podaří najít Naruta na místě, kde minulého večera trénovali natolik usilovně, že se oběma podařilo pomocí koncentrace čakry do nohou vyjít až na samotný vrchol stromů. Plakající Inari se při večeři rozbrečí při opětovné vzpomínce na Kaizu, přičemž jej Naruto nazve uplakánkem a zbabělcem. Později se Kakaši rozhodne Inariho uklidnit a vysvětlit mu, že Naruto zažil také hodně osamělosti a smutku, ale na rozdíl od něj se snaží být silnější namísto toho, aby si neustále vyčítal špatné věci. Zítřejšího rána se tým 7 a Tazuna vydávají k rozestavěnému mostu, kde na ně čeká Zabuza spolu s chlapcem, jehož toho rána potkal Naruto v lese - Haku. |           | |                                                                                         |                     |               |
| 13 | 13        | Haku no hidžucu - makjó hjóšó 白の秘術・魔鏡氷晶                                                                            | Hakuova mistrovská technika: Zrcadlo ledových krystalů                                  | 26. prosince 2002   | vysíláno      |
| K Tazunově domu přicházejí dva Gatóovi komplici, kteří chtějí unést Inariho matku. Inari se snaží svou matku ochránit, ale na pomoc mu přichází Naruto, jejž oba muže porazí a Inariho pochválí za to, že se zachoval statečně. Mezitím ostatní členové týmu 7 bojují se Zabuzou a Hakuem. Přestože trénink koncentrace čakry výrazně zvýšil Sasukeho rychlost, je chycen do Hakuovy tajné ledové techniky. |           | |                                                                                         |                     |               |
| 14 | 14        | Igaisei nanbá wan, Naruto sansen! 意外性Ｎｏ．１、ナルト参戦！                                                              | Nejlepší v překvapování okolí: Naruto přisvištěl!                                       | 9. ledna 2003       | vysíláno      |
| Naruto se vrací na most a vidí, že je Sasuke uvězněn v Hakuově tajné technice, Kakaši bojuje se Zabuzou a Sakura ochraňuje Tazunu. Kakaši během boje přikáže Narutovi a Sasukemu, aby zkusili zároveň zaútočit na ledová zrcadla zvenčí i zevnitř. Sasuke se domnívá, že tenhle nápad nebude fungovat, ale než stačí cokoli Narutovi říct, dostane se Naruto také do Hakuovy techniky. Sasuke vynadá Narutovi, že je naprostý blbec a že jsou teď jen kvůli němu oba uvězněni. Haku prohlásí, že nerad zabíjí své nepřátele, ale pokud dostane takový rozkaz od Zabuzy, nezaváhá jej splnit, protože je mu k smrti loajální. |           | |                                                                                         |                     |               |
| 15 | 15        | Šikai zero no tatakai - šaringan kuzuši 視界ゼロの戦い・写輪眼崩し                                                          | Boj v nulové viditelnosti: šaringan vyřazen                                             | 16. ledna 2003      | vysíláno      |
| Kakaši opět odkrývá proti Zabuzovi svůj šaringan, ale Zabuza tvrdí, že proti jeho technice schovávání v mlze je jeho šaringan k ničemu. Mezitím Naruto používá techniku stínového klonování a snaží se Hakuovu techniku ledových zrcadel prolomit. Sasukemu se podaří pomalu rozeznávat Hakuovy pohyby a použije proti němu techniku velké ohnivé koule, nicméně jej pouze lehce zraní, což vede Kakašiho k přesvědčení, že Hakuova schopnost ovládat ledové techniky musí být vrozená. Zabuza používá techniku schovávání v mlze, tentokrát však tak silnou, že ani on sám v ní není schopen vidět. Pokusí se zaútočit na Tazunu a Sakuru. |           | |                                                                                         |                     |               |
| 16 | 16        | Kaihó sareta fúin 解放された封印                                                                                            | Zlomená pečeť                                                                           | 23. ledna 2003      | vysíláno      |
| Sasuke bojuje s Hakuem za použití svého šaringanu, jenž mu dovoluje vidět Hakuovy neuvěřitelně rychlé pohyby. Naruto se nedokáže smířit s tím, že je opět v tomhle boji za toho nejslabšího, a pokusí se na Hakua bezmyšlenkovitě zaútočit. Haku se rozhodne vrhnout proti Narutovi smršť jehlic, ale Sasuke se rozhodne Naruta v nejvyšší chvíli ochránit vlastním tělem a nechá se jimi zasáhnout. Poté, co Naruto uvidí, že se pro něj Sasuke obětoval, jej zaslepí obrovský hněv ze ztráty přítele a dovolí devitiocasému démonovi uvnitř něj jej zčásti ovládnout. Přestože byl i tak mnohokrát zasažen jehlicemi, čakra démona jej zbaví bolesti a díky ní se mu podaří vážně zranit Hakua. Překvapený Haku je nakonec vymrštěn ze své techniky ledových zrcadel. |           | |                                                                                         |                     |               |
| 17 | 17        | Široi kako - himeta omoi 白い過去・秘めた想い                                                                               | Bílá minulost: Skryté ambice                                                            | 30. ledna 2003      | vysíláno      |
| Naruto díky čakře devítiocasého démona vyléčí svá zranění a v boji jasně vítězí nad Hakuem, když se mu podaří jeho ledová zrcadla zničit. Když se mu však pokusí udělit rozhodující ránu, Hakuova maska praskne a Naruto ve tváří pozná chlapce, jehož potkal toho dne, kdy se vzbudil v lese po náročném tréninku koncentrace čakry, což Naruta od rozhodující rány zastaví. Haku jej však prosí, aby jej zabil, protože už není pro Zabuzu užitečnou zbraní. Poodhalí mu kousek ze své minulosti, kdy ještě jeho rodiče žili, milovali jej a sám byl šťastným chlapcem, ale musel také skrývat to, že má po matce dědičnou schopnost ovládat led, což bylo ve vesnici, kde žil, považováno za zrůdnost. Když se to jeho otec dozvěděl, zabil matku, ale když se pokusil zabít také Hakua, Haku použil proti otci svých tajemných schopností a zabil jej. Protože neměl u koho žít, přidal se k Zabuzovi, který jej vytrénoval ve vynikajícího nindžu. Mezitím pokračuje nadále bitva mezi Zabuzou a Kakašim. Kakaši pozná, že část čakry devítiocasého démona byla uvolněna a rozhodne se boj ukončit co nejrychleji. Zatímco se Zabuza zajímá, jak jej mohl v mlze najít, přivolá Kakaši pomocí svitku nindžovské psy, aby Zabuzu vystopovali. Prozradí, že se dříve nechal Zabuzou říznout, aby jej pak podle pachu vlastní krve mohl najít, a nyní proti němu použije svou jedinou, originální techniku - bleskové ostří. Zatímco se Naruto chystá Hakua zabít, uvědomuje si, že kdyby se potkali za jiných okolností, mohli být přátelé a on jej nemusel zabít. Naruto se už už chystá do Hakua vrazit svůj vrhací nůž, když vtom Haku pozná, že je Zabuza ve vážném nebezpečí. |           | |                                                                                         |                     |               |
| 18 | 18        | Šinobi to iu na no dógu 忍という名の道具                                                                                    | Nástroj známý jako nindža                                                               | 6. února 2003       | vysíláno      |
| Inari se snaží všechny ve vesnici přimět k tomu, aby ochránili Tazunu a svou vesnici, ale nikdo se k němu nechce přidat. Inariho to však neodradí od přesvědčení, že schováváním se a utíkáním před nebezpečí se nic nevyřeší, a vydává se sám za Tazunou. Na mostě je zatím Zabuza v sevření Kakašiho psů a Kakaši připravuje svou techniku bleskového ostří, aby jím Zabuzu zabil. Vtom se však před Zabuzu přižene Haku, odhodlaný pro Zabuzu zemřít. Naruto je zmaten tím, co se stalo, ale v rozplývající se mlze rozpozná Kakašiho a Zabuzu stojící před mrtvým tělem Hakua, vykašlávajícího krev a opakujícího dokola Zabuzovo jméno. Kakaši je zaskočen nečekaným obětováním Hakua, ale Zabuza se pouze zasměje a rozhodne se vyrazit proti Kakašimu se svým mečem, byť by musel rozpůlit Hakuovu mrtvolu, která mu stojí v cestě. Kakaši zachrání Hakuovo tělo a uskočí stranou, aby mu zavřel oči a přikáže rozzuřenému Narutovi, aby se boje neúčastnil. Sakura, která celou dobu bránila Tazunu, se jde Naruta zeptat, jak bojoval Sasuke, avšak Naruto se neodváží Sakuře říct pravdu. Tazuna se Sakurou se vypraví najít Sasukeho, ale když jej najde, neovládne své emoce a rozbrečí se, přičemž si začne vylévat nad Sasukeho tělem své pocity. Kakaši a Zabuza pokračují v souboji. Kakaši je velice rozzuřen tím, jak se Zabuza zachoval u Hakuovy smrti. Podaří se mu zabránit Zabuzovi v použití rukou, ale najednou se na mostě objeví Gató se zástupem svých podřízených. Gató prohlásí, že dává Zabuzovi výpověď. |           | |                                                                                         |                     |               |
| 19 | 19        | Zabuza juki ni čiru... ザブザ雪に散る…                                                                                      | Zabuza, padlý ve sněhu...                                                               | 13. února 2003      | vysíláno      |
| Gató se se svými muži připravuje zabít Zabuzu. Zabuza prohlásí, že boj s Kakašim je u konce, s čímž Kakaši souhlasí. Když Gató ledabyle stoupne na Hakuovu mrtvolu, Naruto se rozzuří, ale Zabuza mu řekne, že Haku byl pro něj pouze zbraň. Naruto se pokusí Zabuzu přesvědčit, že jej Haku opravdu ze srdce zbožňoval a snažil se ze všech sil naplnit jeho sny, což Zabuzu obměkčí a rozhodne se dát Narutovi za pravdu, že i pro něj Haku něco znamenal a je rád, že právě tým 7 mohl být jeho posledním protivníkem. Půjčí si Narutův házecí nůž a pokusí se pomstít na Gatóovi, ale při útocích Gatóových mužů je smrtelně zraněn. I přesto se však probije až ke Gatóovi a zabije jej. Před smrtí poprosí Kakašiho, aby jej přenesl k Hakuovi a on tak mohl odejít na stejné místo jako on. Vesničané, jež nakonec sebrali odvahu a rozhodli se Inariho následovat, nakonec rozeženou Gatóovy poskoky. Sasukemu se podaří překonat bolest a probrat se z bezvědomí, načež spolu se svým týmem pohřbí Hakua společně se Zabuzou a jeho mečem. Tým se rozloučí s celou vesnicí a poté, co je most úspěšně dokončen, je Tazunou pojmenován jako Velký Narutův most. |           | |                                                                                         |                     |               |
| 20 | 20        | Šinšó tocunjú! Čúnin iken dattebajo 新章突入！中忍試験だってばよ                                                            | Začíná nový příběh! Čúninská zkouška!                                                   | 20. února 2003      | vysíláno      |
| Poté, co tým 7 splnil svou misi ve Vlnkové zemi, se vrací hrdinové zpět do Listové vesnice. Místo toho, aby se však týmová práce po náročné misi zlepšila, je ještě horší než předtím. Naruto se soustředí pouze na to, aby ve všem překonal Sasukeho, ale jako obvykle končí jeho snaha fiaskem. Při misi, kdy má vytrhat ze zahrady plevel, vytrhá majitelce z touhy odpracovat toho co nejvíce omylem i vzácné léčivé byliny. Nebýt Sasukeho, tak by málem spadl z vodopádu. A při venčení psů si naschvál vybere toho největšího, ale nedokáže jej udržet na vodítku, načež se stane, že se psem bude muset jít i do minového pole. Sasuke poté vynadá Narutovi za jeho neschopnost, Sakura se zase pokusí přimět Sasukeho k lepší týmové práci. Sasuke jí na to odsekne, že pokud má čas na flirtování, určitě si najde i čas na zlepšení svých schopností. Zároveň Sasuke prohlásí, že je Sakura ještě horší než Naruto. Následně Naruto se Sakurou potkávají Konohamara se svými dvěma věrnými přáteli, Udonem a Moegi. Konohamara zajímá, zda náhodou Naruto se Sakurou chodí, na což Naruto odpoví, že ano. Sakura, již tak dost rozzuřená Sasukeho prohlášením, udeří Naruta tak silně, až odletí k protějšímu plotu. Konohamaru si začne dělat ze Sakury srandu a Sakura se jej pokusí chytit. Konohamaru však během útěku narazí na neznámého cizince, jenž mu začne vyhrožovat zabitím. Sasuke se rozhodne proti cizinci zakročit, ale vtom se objevují další dva nindžové, kteří se představují jako společníci onoho neznámého cizince. Jedním z nich je blonďatá nindža Temari, druhým je nindža s rudými vlasy, který se představí jako Gaara písečných vodopádů, a jejich společník, jenž se pokusil vyhrožovat Konohamarovi, se jmenuje Kankuró. Gaara Kankuróa napomene za jeho nevhodné chování a omluví se za něj nindžům z Listové. Vysvětlí, že přišli z Písečné vesnice do Listové za účelem účasti na čúninské zkoušce, což je zkouška, v níž se geninové ze skrytých vesnic snaží získat titul čúnin. Třetí hokage mezitím svolává všechny džóniny z vesnice. Oznamuje, že čúninská zkouška začnou prvního července. |           | |                                                                                         |                     |               |
| 21 | 21        | Nanore! Arawareta kjóteki tara!! 名乗れ！現れた強敵たち!!                                                                   | Identifikujte se! Přicházejí noví protivníci!!                                          | 27. února 2003      | vysíláno      |
| Třetí hokage se zeptá džóninů, kteří vedou týmy letošních nováčků – Kakašiho, Asumy a Kurenai –, zda si myslí, že jsou členové jejich týmů již vhodnými adepty na přihlášení k čúninské zkoušce. Všichni džóninové souhlasí, jen Iruka namítne, že jsou studenti ještě příliš mladí na účast v čúninské zkoušce, ale Kakaši mu oponuje tím, že on sám se stal čúninem již v šesti letech a džóninem v třinácti. Zároveň mu připomene, že již nejsou studenty na nindžovské akademii pod vedením Iruky. Následující den Kakaši oznámí svému týmu, že je nominoval na čúninskou zkoušku. Naruto a Sasuke jsou z této novinky nadšeni, jen Sakura váhá. Ten samý den jsou Naruto, Sasuke a Sakura přepadeni nindžou z neznámé vesnice, jenž unese Moegi. Poté, co jej tým porazí a osvobodí Moegi, se ukáže, že onen neznámý nindža je ve skutečnosti zamaskovaný Iruka, který se chtěl na vlastní oči ujistit, zda jsou opravdu schopní účastnit se čúninské zkoušky. Odpoledne odevzdává tým své přihlášky na zkoušky, ale Sasukeho se ještě předtím rozhodne vyzvat na souboj nindža představující se jako Rock Lee. |           | |                                                                                         |                     |               |
| 22 | 22        | Kiai hjaku-nidžú pásento nau de rokku na čósendžó! 気合い120％ ナウでロックな挑戦状！                                       | Horlivý na 120%. Moderní a drsná výzva!                                                 | 6. března 2003      | vysíláno      |
| Rock Lee o sobě prohlásí, že je tento rok nejsilnějším geninem z Listové, a že chce změřit síly s příslušníkem klanu Učiha. Rovněž chce okouzlit svou sílou Sakuru, do níž je zamilovaný, ta však jeho city rozhodně neopětuje. Naruta opět naštve, že se všichni zajímají o Sasukeho a ne o něj, a vrhne se na Leeho. Je však velmi rychle poražen. Sasuke tedy na Leeho zaútočí, ale je odmrštěn stranou. Zkusí aktivovat svůj šaringan, aby přečetl Leeho pohyby, ale je opět poražen. Lee mu vysvětlí, že jeho útoky nejsou nindžucu ani gendžucu, ale obyčejné taidžucu, a že byl poražen proto, že jeho šaringan sice přečetl Leeovy pohyby, ale jeho tělo nedokázalo včas zareagovat. Lee se chystá proti Sasukemu použít svůj závěrečný útok, když vtom se objeví veliká želva, která Leeho útok zastaví a napomene jej, a později i samotný Leeho mistr Might Guy. Ten mu v závalu zlosti dá nejdříve do tváře pěstí, ale pak Leeho obejme a oba se rozbrečí. Zaražený Sasuke se diví tomu, jak jej mohl porazit takový uplakánek. Guy se pak zeptá týmu 7, jak se vede jeho věčnému rivalovi Kakašimu, s nímž neustále zápasí v různých výzvách, a odejde. Lee následně přiznává, že není nejsilnější genin Listové vesnice, ale že jím je jeho týmový kolega Nedži Hjúga. |           | |                                                                                         |                     |               |
| 23 | 23        | Kečirase raibaru! Rúkí nainu zenin šúgó 蹴散らせライバル！新人9人全員集合                                                   | Noví rivalové! Všech 9 nováčků pohromadě!                                               | 13. března 2003     | vysíláno      |
| 24 | 24        | Ikinari šikkaku? Čó-nankan no daiiči šiken いきなり失格？超難関の第一試験                                                   | Selhání tak brzy? Supertěžká první zkouška                                              | 20. března 2003     | vysíláno      |
| 25 | 25        | Deta-toko šóbu! Funbari dokoro no džú monme 出たとこ勝負！踏ん張りどころの10問目                                            | Rychlý souboj! Desátá otázka, kterou musíme zvládnout                                   | 27. března 2003     | vysíláno      |
| 26 | 26        | Zettai hikken! Ši no mori čokusen rupo! Konoha no gakkjú šinbun da kore! 絶対必見！死の森直前ルポ！木ノ葉の学級新聞だコレ！ | Nepropásněte! Reportáž před vstupem do Lesa smrti! Pro školní noviny z Listové vesnice! | 2. dubna 2003       | vysíláno      |
| Tahle epizoda rekapituluje předchozí děj seriálu. |           | |                                                                                         |                     |               |
| 27 | 27        | Daini šiken sutáto! Mawari wa minna teki darake! 第二試験スタート！周りはみんな敵だらけ！                                   | Všichni kolem jsou nepřátelé! Druhá zkouška začíná!                                     | 2. dubna 2003       | vysíláno      |
| 28 | 28        | Kú ka kuwareru ka! Esa ni natta Naruto 喰うか喰われるか！エサになったナルト                                                 | Sežrat nebo být sežrán. Naruto je návnada                                               | 9. dubna 2003       | vysíláno      |
| 29 | 29        | Naruto hangeki! Nigenéndattebajo! ナルト反撃！逃げねーんだってばよ！                                                        | Naruto vrací úder! Já neuteču!                                                          | 16. dubna 2003      | vysíláno      |
| 30 | 30        | Jomigaere šaringan! Hissacu: Katon rjúka no džucu! 蘇れ写輪眼！必殺・火遁龍火の術！                                         | Oživení šaringanu! Konečný manévr - technika dračího ohně!                              | 23. dubna 2003      | vysíláno      |
| 31 | 31        | Geki maju puratonikku! Boku wa šinu made anata o mamoru!! 激まゆプラトニック！僕は死ぬまでアナタを守る!!                    | Platonický tlustoobočnatec! Ochráním tě i za cenu života!!                              | 30. dubna 2003      | vysíláno      |
| 32 | 32        | Sakura saku! Kecui no uširo sugata サクラ咲く！決意の後ろ姿                                                                 | Sakura kvete! To, co předcházelo rozhodnutí                                             | 7. května 2003      | vysíláno      |
| 33 | 33        | Muteki no fóméšon! Ino Šika Čó!! 無敵のフォーメーション！いのシカチョウ！！                                                 | Konečná sestava. Ino - Šika - Čó!!                                                      | 14. května 2003     | vysíláno      |
| 34 | 34        | Akamaru bikkuri! Gaara, kjói no džicurjoku 赤丸ビックリ！我愛羅、驚異の実力                                                 | Akamaru překvapen! Gaarova neobyčejná schopnost                                         | 21. května 2003     | vysíláno      |
| 35 | 35        | Nozoki mi genkin! Maki mono no himicu のぞき見厳禁！巻き物の秘密                                                            | Zakázané kouknutí! Tajemství svitku                                                     | 28. května 2003     | vysíláno      |
| 36 | 36        | Bunšin taikecu! Ore ga šujaku dattebajo! 分身対決！オレが主役だってばよ！                                                   | Válka klonů! Jsem hvězda!                                                               | 4. června 2003      | vysíláno      |
| 37 | 37        | Daini šiken toppa! Seizoroi rúkí nainu! 第二試験突破！勢ぞろいルーキーナイン！                                              | Druhý test dokončen! Všech devět nováčků pohromadě!                                     | 11. června 2003     | vysíláno      |
| 38 | 38        | Gókakuša nibun ni iči!? Ikinari šiai dattebajo!! 合格者二分の一!?イキナリ試合だってばよ!!                                   | Rozděleni do dvojic!? Budeme hned bojovat!!                                             | 18. června 2003     | vysíláno      |
| 39 | 39        | Gedži maju džeraší! "Šiši rendan" tandžó ゲジまゆジェラシー!『獅子連弾』誕生!                                               | Žárlivý tlustoobočnatec! Zrození Lvího komba!                                           | 2. července 2003    | vysíláno      |
| 40 | 40        | Iššokusokuhacu!! Kakaši básasu Oročimaru 一触即発!!カカシVS大蛇丸                                                           | Riskantní situace!! Kakaši vs. Oročimaru                                                | 9. července 2003    | vysíláno      |
| 41 | 41        | Raibaru gekitocu! Otome gokoro wa honki módo ライバル激突！オトメ心は本気モード                                             | Boj rivalek! Srdce dívek v bitce                                                        | 16. července 2003   | vysíláno      |
| 42 | 42        | Besuto batoru wa šánnaró!! ベストバトルはしゃーんなろー!!                                                                   | Nejlepší boj je šánnaró!!                                                               | 23. července 2003   | vysíláno      |
| 43 | 43        | Šikamaru tadžitadži!? Kunoiči-tači no acuki tatakai シカマルタジタジ!?くの一達の熱き戦い                                    | Šikamaru překvapí!? Pořádná bitva ženských nindža                                       | 30. července 2003   | vysíláno      |
| 44 | 44        | Akamaru sansen!! Makeinu wa dočči da? 赤丸参戦!!負け犬はどっちだ？                                                          | Akamaru také bojuje!! Kdo prohraje?                                                     | 6. srpna 2003       | vysíláno      |
| 45 | 45        | Hinata sekimen! Kankjaku anguri, Naruto no oku no te ヒナタ赤面！ 観客あんぐり、ナルトの奥の手                              | Hinata se červená! Davy otvírají pusy, Narutův trumf                                    | 13. srpna 2003      | vysíláno      |
| 46 | 46        | Bjakugan kaigen!! Učiki na Hinata no daitan kecui! 白眼開眼!!内気なヒナタの大胆決意！                                       | Bjakugan předveden!! Odvážné rozhodnutí plaché Hinaty!                                  | 20. srpna 2003      | vysíláno      |
| 47 | 47        | Akogare no hito no me no mae de!! 憧れの人の目の前で!!                                                                      | Před tím, koho zbožnuji!!                                                               | 27. srpna 2003      | vysíláno      |
| 48 | 48        | Gaara funsai!! Wakasa da! Pawá da! Bakuhacu da! 我愛羅粉砕!!若さだ！パワーだ！爆発だ！                                      | Gaara rozdrcen!! Mládí! Síla! Prudkost!                                                 | 3. září 2003        | vysíláno      |
| 49 | 49        | Nekkecu očikobore! Cuini sakurecu, kindan no ógi! 熱血落ちこぼれ！遂に炸裂、禁断の奥義！                                    | Horkokrevný odpadlík! Konečně vypuštěn, zakázaný mistrovský hmat!                       | 10. září 2003       | vysíláno      |
| 50 | 50        | Aa Rokku Rí! Kore ga otoko no ikizama jo!! 嗚呼ロック・リー！これが男の生き様よ！！                                         | Á, Rock Lee! Takový by měl být pravý muž!!                                              | 17. září 2003       | vysíláno      |
| 51 | 51        | Jami ni ugomeku kage Sasuke ni semaru kiki! 闇にうごめく影 サスケに迫る危機！                                               | Stín, který se hýbe v temnotě! Nebezpečí stíhá Sasukeho!                                | 24. září 2003       | vysíláno      |
| 52 | 52        | Ebisu futatabi! Harenči wa wataši ga jurušimasen zo! エビス再び！ハレンチは私が許しませんぞ！                               | Ebisu se vrací! Nedovolím nemravnosti!                                                  | 1. října 2003       | vysíláno      |
| 53 | 53        | Aijašibaraku! Ero-sennin tódžó! あいやしばらく!エロ仙人登場!                                                                | Už brzy! Příchod Zvrhlého poustevníka!                                                  | 8. října 2003       | vysíláno      |
| 54 | 54        | Ero-sennin džikiden kučijose no džucu dattebajo!! エロ仙人直伝 口寄せの術だってばよ!!                                       | Výuka přímo od Zvrhlého poustevníka!!                                                   | 15. října 2003      | vysíláno      |
| 55 | 55        | Secunai omoi Negai o kometa ičirin 切ない想い 願いを込めた一輪                                                              | Bolestivý pocit. Jedna květina s přáním uvnitř                                          | 22. října 2003      | vysíláno      |
| 56 | 56        | Sei ka ši ka!? Menkjo kaiden wa inoči kake! 生か死か!?免許皆伝は命懸け!                                                     | Život či smrt!? Na naučení hmatu závisí život!                                          | 29. října 2003      | vysíláno      |
| 57 | 57        | Tonda! Haneta! Mogutta! Gama ojabun tódžó!! 飛んだ!跳ねた!潜った!ガマ親分登場!!                                             | Létal! Skákal! Potápěl se! Přivolání Žabího šéfa!!                                      | 5. listopadu 2003   | vysíláno      |

### Druhá řada (2003–2004)
| Č. v seriálu | Č. v řadě | Původní název                                                                                            | Český název                                                           | Premiéra v Japonsku | Premiéra v ČR |
| ------------ | --------- | --- | --------------------------------------------------------------------- | ------------------- | ------------- |
| 58           | 1         | Šinobi joru ma no te! Nerawareta bjóšicu しのび寄る魔の手!狙われた病室                                   | Ruka zla šmejdí blízko! Cíl: nemocniční pokoj                         | 12. listopadu 2003  | vysíláno      |
| 59           | 2         | Mó recu mó cui mó daššu hansen kaiši dattebajo モー烈 モー追 モーダッシュ 本選開始だってばよ             | Rychlá a zběsilá honička. Hlavní boje začínají                        | 19. listopadu 2003  | vysíláno      |
| 60           | 3         | Bjakugan básasu kage bunšin! Ore wa zetté kacu!! 白眼VS影分身!オレはゼってー勝つ!!                       | Bjakugan proti stínovým klonům. Já zvítězím!!                         | 26. listopadu 2003  | vysíláno      |
| 61           | 4         | Šikaku zero! Mó hitocu no zettai bógjo 死角ゼロ!もうひとつの絶対防御                                     | Žádná slabina! Další absolutní obrana                                 | 3. prosince 2003    | vysíláno      |
| 62           | 5         | Očikobore no sokodžikara! 落ちこぼれの底力!                                                              | Odpadlíkova skrytá síla!                                              | 10. prosince 2003   | vysíláno      |
| 63           | 6         | Šikkaku!? Kiken! Maedaoši! Haran bukumi no daihonsen! 失格!?キケン!前倒し!波乱含みの大本戦               | Diskvalifikace!? Pozor! Postup v plánu! Hlavní turnaj s potížemi      | 17. prosince 2003   | vysíláno      |
| 64           | 7         | Kumo wa ii naa... jaru ki zero no otoko 雲はいいなあ...やる気ゼロの男                                    | Mraky jsou krásné... kluk bez zájmu                                   | 24. prosince 2003   | vysíláno      |
| 65           | 8         | Gekitocu! Konoha mai Suna ugomeku toki 激突!木ノ葉舞い砂うごめく瞬間                                     | Utkání! Čas, kdy Listová tančí a Písečná se plazí                     | 31. prosince 2003   | vysíláno      |
| 66           | 9         | Araši o jobu otoko!! Sasuke no gedžimaju-rjú taidžucu! 嵐を呼ぶ男!!サスケのゲジマユ流体術!               | Tlustoobočnatcova technika: Sasukeho styl!                            | 14. ledna 2004      | vysíláno      |
| 67           | 10        | Date ni okureta wake džanai! Kjúkjoku ógi - Čidori tandžó!! だてに遅れたわけじゃない!究極奥義·千鳥誕生!! | Přišel pozdě, ale je připraven! Zrodila se ultimátní tajná technika!! | 14. ledna 2004      | vysíláno      |
| 68           | 11        | "Konoha kuzuši" šidó! 「木ノ葉崩し」始動!                                                                | "Zničení Listové" započalo!                                           | 28. ledna 2004      | vysíláno      |
| 69           | 12        | Matte mašita! É-ranku ninmu dattebajo!! 待ってました!Aランク任務だってばよ!!                             | Už jsem se dočkal! Mise typu A, dattebajo!!                           | 4. února 2004       | vysíláno      |
| 70           | 13        | Nigegoši nanbá wan mendokusé ga jarukkjané!! 逃げ腰NO.1 めんどくせーがやろっきゃねえ!!                   | Zbabělec číslo 1. Je to otrava, ale udělat to musím!!                 | 11. února 2004      | vysíláno      |
| 71           | 14        | Kokon musó! "Hokage" toiu reberu no tatakai 古今無双!「火影」というレベルの戦い                          | Naprosto úžasné! Bitva na úrovni hokagů!                              | 18. února 2004      | vysíláno      |
| 72           | 15        | Hokage no ajamači Kamen ni šita no sukao 火影の過ち 仮面の下の素顔                                       | Hokagův omyl. Pravá tvář pod maskou                                   | 25. února 2004      | vysíláno      |
| 73           | 16        | Kindžucu ógi! "Šiki fúin" 禁術奥義!「屍鬼封印」                                                          | Zakázaná mistrovská technika! Pečeť boha smrti                        | 3. března 2004      | vysíláno      |
| 74           | 17        | Kjókaku! Gaara no šótai 驚愕!我愛羅の正体                                                                | Odhalení! Gaarova skutečná identita                                   | 10. března 2004     | vysíláno      |
| 75           | 18        | Genkai o koete... Sasuke no kecudan!! 限界を越えて... サスケの決断!!                                     | Překročení mezí... Sasukeho rozhodnutí!!                              | 17. března 2004     | vysíláno      |
| 76           | 19        | Cukijo no ansacuša 月夜の暗殺者                                                                          | Vrah ve svitu luny                                                    | 24. března 2004     | vysíláno      |
| 77           | 20        | Hikari to jami Gaara to iu na 光と闇 我愛羅という名                                                      | Světlo a temnota. Jméno Gaara                                         | 31. března 2004     | vysíláno      |
| 78           | 21        | Bakuhacu! Korezo Naruto ninpóčó~~!! 爆発!これぞナルト忍法帖〜〜っ!!                                      | Výbuch! Kronika nindži Naruta!!                                       | 7. dubna 2004       | vysíláno      |
| 79           | 22        | Rimitto buččigiri! ~Hikari to jami~ リミットぶっちぎり! 〜光と闇〜                                       | Překonat meze! Světlo a temnota                                       | 14. dubna 2004      | vysíláno      |
| 80           | 23        | Sandaime jo, towa ni......!! 三代目よ, 永久に......!!                                                    | Sbohem navždy, Třetí...!!                                             | 21. dubna 2004      | vysíláno      |
| 81           | 24        | Asagiri no kikjó 朝霧の帰郷                                                                              | Návrat ranní mlhy                                                     | 28. dubna 2004      | vysíláno      |
| 82           | 25        | Šaringan básasu šaringan!! 写輪眼VS写輪眼!!                                                              | Šaringan versus šaringan!!                                            | 5. května 2004      | vysíláno      |
| 83           | 26        | Ó, nó! Džiraija no džonan, Naruto no sainan おお, のォ〜っ!自来也の女難, ナルトの災難                    | Ale ne! Džiraijův problém s ženami, Narutův problém                   | 12. května 2004     | vysíláno      |
| 84           | 27        | Unare Čidori, hoero Sasuke! 唸れ千鳥 吠えろサスケ!                                                       | Hučící Čidori, řvoucí Sasuke!                                         | 19. května 2004     | vysíláno      |
| 85           | 28        | Orokanaru otóto jo urame, nikume! 愚かなる弟よ 恨め, 憎め!                                               | Pošetilý bráško, zlob se, nenáviď!                                    | 26. května 2004     | vysíláno      |
| 86           | 29        | Šugjó kaiši, ore wa zetté cujoku naru! 修行開始 オレはぜってー強くなる!                                  | Zahájení tréninku. Přísahám, že zesílím!                              | 2. června 2004      | vysíláno      |
| 87           | 30        | Kondžó!!! Warero mizufúsen 根性!!!割れろ水風船                                                           | Síla vůle!!! Praskni ten vodní míček!                                 | 9. června 2004      | vysíláno      |
| 88           | 31        | Konoha máku to hitaiate 木ノ葉マークと額当て                                                             | Znak Listové a ochranná čelenka                                       | 16. června 2004     | vysíláno      |
| 89           | 32        | Hamon 波紋                                                                                               | Vlnění                                                                | 23. června 2004     | vysíláno      |
| 90           | 33        | Ikari bakuhacu! Jurusanéttebajo 怒りバクハツ!許さねーってばよ                                            | Výbuch hněvu! Tohle neprominu                                         | 7. července 2004    | vysíláno      |
| 91           | 34        | Šodai hokage no isan Ši o jobu kubikazari 初代火影の遺産 死を呼ぶ首飾り                                  | Úděl prvního hokage. Přívěsek, který volá po smrti                    | 14. července 2004   | vysíláno      |
| 92           | 35        | YES ka NO ka! Cunade no kaitó YESかNOか!ツナデの回答                                                     | Ano nebo ne! Cunadina odpověď                                         | 21. července 2004   | vysíláno      |
| 93           | 36        | Kóšó kecurecu! 交渉決裂!!                                                                                | Po dobrém to nepůjde!                                                 | 28. července 2004   | vysíláno      |
| 94           | 37        | Kurae! Ikari no Rasengan くらえ!怒りの螺旋丸                                                             | Sežer si to! Zuřivost Rasenganu                                       | 4. srpna 2004       | vysíláno      |
| 95           | 38        | Godaime hokage, inoči o kaketa tatakai! 五代目火影 命を賭けた戦い                                        | Pátý hokage. Boj na život a na smrt!                                  | 11. srpna 2004      | vysíláno      |
| 96           | 39        | San sukumi no tatakai 三すくみの戦い                                                                     | Bitva tří                                                             | 11. srpna 2004      | vysíláno      |
| 97           | 40        | Naruto no jukemuri čin dóčú ナルトの湯けむり珍道中                                                       | Narutův výlet do horkých pramenů                                      | 18. srpna 2004      | vysíláno      |
| 98           | 41        | Nindža o jamero! Cunade no cúkoku 忍者を辞めろ!ツナデの通告                                              | Přestaň být nindžou! Oznámení od Cunade                               | 25. srpna 2004      | vysíláno      |
| 99           | 42        | Hi no iši o cugu mono 火の意志を継ぐもの                                                                 | Ten, který uspěje s vůlí Ohně                                         | 1. září 2004        | vysíláno      |
| 100          | 43        | Nekkecu šitei no kizuna ~Otoko ga ninpó wo curanuku toki~ 熱血師弟の絆〜男が忍法貫くとき〜               | Vztah horkokrevného učitele a žáka – když muž jde svou cestou nindži  | 8. září 2004        | vysíláno      |

### Třetí řada (2004–2005)
| Č. v seriálu | Č. v řadě | Původní název                                                                                    | Český název                                                               | Premiéra v Japonsku | Premiéra v ČR |
| ------------ | --------- | ------------------------------------------------------------------------------------------------ | ------------------------------------------------------------------------- | ------------------- | ------------- |
| 101          | 1         | Mitai, širitai, tašikametai Kakaši-sensei no sugao 見たい, 知りたい, 確かめたい カカシ先生の素顔 | Chci to vidět! Chci to vědět! Chci to zjistit! Pravá tvář mistra Kakašiho | 15. září 2004       | vysíláno      |
| 102          | 2         | Iza šin ninmu giri to nindžó to čakoku o sukue! いざ新任務 義理と人情と茶国を救え!               | Právě začíná nová mise. Chraň závazek, soucit a Čajovou zemi!             | 22. září 2004       | vysíláno      |
| 103          | 3         | Naruto gekičin!? Inbau uzumaku óunabara ナルト撃沈!?陰謀うずまく大海原                           | Naruto se topí?! Oceán víří zradou                                        | 29. září 2004       | vysíláno      |
| 104          | 4         | Hašire Idate! Araši o jubi haran no Nagi-tó!! 走れイダテ!嵐を呼ぶ波乱のナギ島!!                  | Běž Idate, běž! Bouřlivý zmatek ostrova Nagi!!                            | 13. října 2004      | vysíláno      |
| 105          | 5         | Góru čokuzen! Raimei todoroku daigekitó ゴール直前!雷鳴とどろく大激闘                            | Těsně u cíle! Divoká bitka dunícího hromu                                 | 20. října 2004      | vysíláno      |
| 106          | 6         | Todoku ka Idate! Šúnen no rasuto supáto!! 届くかイダテ!執念のラストスパート!!                    | Dosáhneš toho, Idate! Poslední rozhodující sprint!!                       | 27. října 2004      | vysíláno      |
| 107          | 7         | Omae to tatakaitai! Cui ni gekitocu Sasuke tai Naruto オマエと戦いたい!ついに激突 サスケVSナルト | Chci s tebou bojovat! Konečně se střetli. Sasuke vs. Naruto               | 3. listopadu 2004   | vysíláno      |
| 108          | 8         | Mienai kirecu 見えない亀裂                                                                       | Neviditelná prasklina                                                     | 10. listopadu 2004  | vysíláno      |
| 109          | 9         | Oto no izanai 音の誘い                                                                           | Pozvánka ze Zvučné                                                        | 17. listopadu 2004  | vysíláno      |
| 110          | 10        | Kessei! Teppeki fóméšon 結成!鉄壁のフォーメーション                                              | Formace! Tvrdá obranná formace                                            | 24. listopadu 2004  | vysíláno      |
| 111          | 11        | Seššoku ~Oto jonin šú no džicurjoku~ 接触〜音四人衆の実力〜                                      | Kontakt. Skupinová schopnost Zvučné Čtyřky                                | 24. listopadu 2004  | vysíláno      |
| 112          | 12        | Ikinari nakamare!? Šikamaru šótai daipinči イキナリ仲間割れ!?シカマル小隊大ピンチ                | Náhlý boj uvnitř skupiny!? Šikamarův tým ve velkém nebezpečí              | 1. prosince 2004    | vysíláno      |
| 113          | 13        | Pawá zenkai! Moero Čódži パワー全開!燃えろチョウジ                                               | Plná síla! Vzplaň, Čódži                                                  | 8. prosince 2004    | vysíláno      |
| 114          | 14        | Saraba tomo jo...! Soredemo ore wa šindžiteru さらば友よ...!それでもオレは信じてる               | Sbohem, příteli! Přesto věřím                                             | 15. prosince 2004   | vysíláno      |
| 115          | 15        | Omae no aite wa kono ore da! お前の相手はこのオレだ!                                             | Tvůj protivník jsem já!                                                   | 22. prosince 2004   | vysíláno      |
| 116          | 16        | Šikai sanbjaku rokudžú do, Bjakugan no šikaku 視界360度 白眼の死角                               | Vidění 360 stupňů, slepý bod bjakuganu                                    | 5. ledna 2005       | vysíláno      |
| 117          | 17        | Makerarenai rijú 負けられない理由                                                                | Důvod, proč nebýt poražen                                                 | 5. ledna 2005       | vysíláno      |
| 118          | 18        | Dakkan ~ Ma ni awanakatta ucuwa 奪還～間に合わなかった器                                         | Na záchranu. Včas pro sud                                                 | 12. ledna 2005      | vysíláno      |
| 119          | 19        | Šissaku! Aratanaru teki 失策！新たなる敵                                                         | Chyba! Nový protivník                                                     | 19. ledna 2005      | vysíláno      |
| 120          | 20        | Unare! Hoero! Kjúkjoku no taggu 唸れ！吠えろ！究極のタッグ                                       | Vrč! Vyj! Ultimátní honička                                               | 2. února 2005       | vysíláno      |
| 121          | 21        | Sorezore no tatakai それぞれの闘い                                                               | Každého osobní boj                                                        | 9. února 2005       | vysíláno      |
| 122          | 22        | Feiku! Otoko Šikamaru kišikaisei no kake フェイク！男シカマル起死回生の賭け                      | Podvodník! Chlapák Šikamaru. Ten, kdo vsadí na oživení mrtvých            | 16. února 2005      | vysíláno      |
| 123          | 23        | Konoha no aoki jadžú kenzan! 木ノ葉の碧き野獣見参！                                              | Zjevení zelené šelmy z Listové!                                           | 23. února 2005      | vysíláno      |
| 124          | 24        | Jadžú sakurecu! Hadžikero futtobe cukinukero! 野獣炸裂！弾けろ吹っ飛べ突き抜けろ！               | Šelma se urvala ze řetězu! Vyraž, udeř a proraž!                          | 2. března 2005      | vysíláno      |
| 125          | 25        | Konoha dómeikoku Suna no šinobi 木ノ葉同盟国砂の忍                                               | Spojenecká vesnice Listové, nindžové z Písečné                            | 9. března 2005      | vysíláno      |
| 126          | 26        | Saikjó taikecu! Gaara tai Kimimaro!! 最強対決！我愛羅VS君麻呂！！                                | Nejdrsnější souboj! Gaara vs. Kimimaro!!                                  | 16. března 2005     | vysíláno      |
| 127          | 27        | Šúnen no ičigeki! Sawarabi no mai 執念の一撃！早蕨の舞                                           | vydrž, Sasukeeee! Sasuke konečně dostihnout a rozpoutání pekla! Speciál   | 30. března 2005     | vysíláno      |
| 128          | 28        | Todokanai sakebi 届かない叫び                                                                    | Nedosahující křik                                                         | 30. března 2005     | vysíláno      |
| 129          | 29        | Itači to Sasuke tósugiru sonzai 兄と弟 遠すぎる存在                                              | Itači a Sasuke: Existence příliš vzdálené                                 | 6. dubna 2005       | vysíláno      |
| 130          | 30        | Čichi to ko Hibiwareta kamon 父と子 ひび割れた家紋                                               | Otec a syn. Popraskaný rodinný znak                                       | 13. dubna 2005      | vysíláno      |
| 131          | 31        | Kaigan mangekjó šaringan no himicu 開眼 万華鏡写輪眼の秘密                                       | Objasnění. Tajemství kaleidoskopického šaringanu                          | 20. dubna 2005      | vysíláno      |
| 132          | 32        | Tomo jo! 親友よ！                                                                                | Příteli!                                                                  | 27. dubna 2005      | vysíláno      |
| 133          | 33        | Namida no hókó! Omae wa ore no tomodači da 涙の咆哮！オマエはオレの友達だ                        | Křik v slzách! Jsi můj přítel                                             | 4. května 2005      | vysíláno      |
| 134          | 34        | Namida ame no kecumacu 涙雨の結末                                                                | Konec slz                                                                 | 11. května 2005     | vysíláno      |
| 135          | 35        | "Mamorenakatta yakusoku" 守れなかった約束                                                        | Slib, který nemohl být splněn                                             | 18. května 2005     | vysíláno      |
| 136          | 36        | Sen'njú sósa!? Cui ni kitakita čó-esu-kjú ninmu 潜入捜査!? 遂にきたきた超S級任務                 | Vyšetřování infiltrace?! Super mise třídy S konečně přichází              | 25. května 2005     | vysíláno      |
| 137          | 37        | Muhóša no gai Fúma ičizoku no kage 無法者の街 ふうま一族の影                                     | Město psanců. Stín klanu Fúma                                             | 1. června 2005      | vysíláno      |
| 138          | 38        | Kijoki uragiri Hakanaki negai 清き裏切り はかなき願い                                            | Čistokrevná zrada. Pomíjivé přání                                         | 8. června 2005      | vysíláno      |
| 139          | 39        | Kjófu! Oročimaru no tači 恐怖！大蛇丸の館                                                        | Teror! Oročimarovo sídlo                                                  | 15. června 2005     | vysíláno      |
| 140          | 40        | Futacu no kodó Kabuto no wana 二つの鼓動 カブトの罠                                              | Dvojí úder, Kabutova past                                                 | 22. června 2005     | vysíláno      |
| 141          | 41        | Sakura no kecui サクラの決意                                                                     | Sakuřino rozhodnutí                                                       | 29. června 2005     | vysíláno      |

### Čtvrtá řada (2005–2006)
| Č. v seriálu | Č. v řadě | Původní název | Český název                                                                     | Premiéra v Japonsku | Premiéra v ČR |
| ------------ | --------- | --- | ------------------------------------------------------------------------------- | ------------------- | ------------- |
| 142          | 1         | Genkai šisecu no san akunin 厳戒施設の三悪人                                                                         | Přísní ochránci, tři drsní hoši                                                 | 6. července 2005    | vysíláno      |
| 143          | 2         | Hašire Tonton! Omae no hana ga tajori dattebajo 走れトントン！お前の鼻が頼りだってばよ                               | Běž, Tontone! Spoléhám se na tvůj nos                                           | 13. července 2005   | vysíláno      |
| 144          | 3         | Šinsei suríman seru Futari to ippiki! 新生三人一組 二人と一匹！                                                      | Nová tříčlenná skupina. Dva lidi a pes!                                         | 20. července 2005   | vysíláno      |
| 145          | 4         | Sakurecu! Njú fóméšon Ino Šika Čó 炸裂！ニューフォーメーションいのシカチョウ                                         | Výbuch! Nová formace Ino-Šika-Čó                                                | 27. července 2005   | vysíláno      |
| 146          | 5         | Nokosareta jabó Oročimaru no kage 残された野望 大蛇丸の影                                                            | Opuštěné sny. Oročimarův stín                                                   | 10. srpna 2005      | vysíláno      |
| 147          | 6         | In'nen no taikecu! Omae ni ore wa taosené 因縁の対決！オマエにオレは倒せねえ                                         | Osudové utkání! Mě nedostanete                                                  | 17. srpna 2005      | vysíláno      |
| 148          | 7         | Čó-cuibirjoku ni Akamaru mo šitto! Maboroši no Bikóchú o sagase 超追尾力に赤丸も嫉妬！幻の微香虫を探せ               | Dokonce Akamaru žárlí na jeho vyhledávací schopnosti! Hledání fantoma Bikóčú!   | 17. srpna 2005      | vysíláno      |
| 149          | 8         | Doko ga čigau no sa!? Muši tte onadži mienai ka どこが違うのさ!? 虫って同じに見えないか                              | V čem je rozdíl? Nejsou všichni brouci stejní?                                  | 24. srpna 2005      | vysíláno      |
| 150          | 9         | Damašite bakašite damasarete! Sózecu mušimuši dai batoru だまして化かしてだまされて！ 壮絶ムシムシ大バトル           | Oklamej, popleť a buď oklamán! Velká bitva brouků!                              | 31. srpna 2005      | vysíláno      |
| 151          | 10        | Moe jo bjakugan! Kore ga wataši no nindó jo 燃えよ白眼！ これが私の忍道よ                                            | Planoucí bjakugan! To je moje cesta nindži!                                     | 14. září 2005       | vysíláno      |
| 152          | 11        | Sei aru mono e no sósókjoku 生あるものへの葬送曲                                                                     | Pohřební pochod pro ty, co žijí                                                 | 21. září 2005       | vysíláno      |
| 153          | 12        | Kokoro no todoke! Ai no tekken 心に届け！愛の鉄拳                                                                    | Jdi za svým srdcem! Pěst lásky                                                  | 28. září 2005       | vysíláno      |
| 154          | 13        | Bjakugan no tenteki 白眼の天敵                                                                                       | Přirozený nepřítel bjakuganu                                                    | 5. října 2005       | vysíláno      |
| 155          | 14        | Šinobi joru anun 忍び寄る暗雲                                                                                        | Plíživé temné mraky                                                             | 12. října 2005      | vysíláno      |
| 156          | 15        | Gjakušú no Raiga 逆襲の雷牙                                                                                          | Raiga vrací úder!                                                               | 19. října 2005      | vysíláno      |
| 157          | 16        | Hašire!!! Seimei no karé 走れ!!!生命のカレー                                                                         | Běž!!! To je kari života!                                                       | 26. října 2005      | vysíláno      |
| 158          | 17        | Minna ore ni cuite koi! Ase to namida no takurami dai sabaibaru みんなオレについて来い！汗と涙のタクラミ大サバイバル | Všichni mě následujte! Kurz přežití "Pot a slzy"                                | 2. listopadu 2005   | vysíláno      |
| 159          | 18        | Teki ka mikata ka!? Kója no šókinkasegi 敵か味方か!?荒野の賞金稼ぎ                                                   | Nepřítel či přítel!? Lovec odměn z pouště!                                      | 9. listopadu 2005   | vysíláno      |
| 160          | 19        | Eru ka erareru ka!? Okké tera no kettó 獲るか獲られるか!?オッケー寺の決斗                                            | Vezmeme to nebo nám to bude sebráno? Bitva v chrámu Okay!                       | 16. listopadu 2005  | vysíláno      |
| 161          | 20        | Sankjaku kenzan ao no jadžú? Módžú? … sandžú? 珍客見参 碧の野獣？猛獣？…珍獣？                                       | Vítaný návštěvník přichází. Zelená šelma? Masožravec? Vítaná šelma?             | 23. listopadu 2005  | vysíláno      |
| 162          | 21        | Široki Noroimuša 白き呪いの武者                                                                                      | Bílý Noroimuša                                                                  | 30. listopadu 2005  | vysíláno      |
| 163          | 22        | Sakuši: Kómei no omowaku 策士・紅明の思惑                                                                            | Stratég: Kómeiho pikle                                                          | 7. prosince 2005    | vysíláno      |
| 164          | 23        | Ososugita suketto 遅すぎた助っ人                                                                                     | Pomocník, co přišel příliš pozdě                                                | 14. prosince 2005   | vysíláno      |
| 165          | 24        | Naruto šisu ナルト死す                                                                                               | Narutova smrt                                                                   | 21. prosince 2005   | vysíláno      |
| 166          | 25        | Todomatta mama no džikan 止まったままの時間                                                                          | Čas, který se zastavil                                                          | 4. ledna 2006       | vysíláno      |
| 167          | 26        | Širasagi no habataku džikan 白鷺のはばたく時間                                                                       | Čas mávání křídel Bílé volavky                                                  | 4. ledna 2006       | vysíláno      |
| 168          | 27        | Moero zundó! Mazete nobašite jude agero! 燃えろ寸胴！混ぜて伸ばして茹で上げろ！                                      | Plný hrnec! Nakrájet, promíchat, uvařit!                                        | 18. ledna 2006      | vysíláno      |
| 169          | 28        | Kioku Ušinawareta pédži 記憶 失われた頁                                                                              | Paměť. Ztracená strana                                                          | 25. ledna 2006      | vysíláno      |
| 170          | 29        | Šógeki Tozasareta doa 衝撃 閉ざされた扉                                                                              | Srážka, Zavřené dveře                                                           | 1. února 2006       | vysíláno      |
| 171          | 30        | Sen'njú Šikumareta torappu 潜入 仕組まれた罠                                                                         | Vniknutí. Připravená past                                                       | 8. února 2006       | vysíláno      |
| 172          | 31        | Zecubó Hikisakareta háto 絶望 引き裂かれた心                                                                         | Beznaděj. Drásající srdce                                                       | 15. února 2006      | vysíláno      |
| 173          | 32        | Kaisen Tokihanatareta pawá 海戦 解き放たれた力                                                                       | Mořský souboj. Síla, která se uvolní jednou za čas                              | 22. února 2006      | vysíláno      |
| 174          | 33        | Arienéttebajo! Serebu ninpó - kinton no džucu ありえねーってばよ! セレブ忍法・金遁の術                               | Nemůžu tomu uvěřit! Hvězdná cesta nindži: penězová technika                     | 1. března 2006      | vysíláno      |
| 175          | 34        | Koko hore wan wan! Maizókin o sagase ここ掘れワンワン! 埋蔵金を探せ                                                  | Kopej tu, hou hou! Najdi kus zlata                                              | 8. března 2006      | vysíláno      |
| 176          | 35        | Šissó, meisó, džiguzagusó! Otte owarete mačigaete 疾走、迷走、ジグザグ走！追って追われて間違えて                     | Sprintování, bloudění a kličkování! Pronásledovat, být pronásledován a chybovat | 15. března 2006     | vysíláno      |
| 177          | 36        | OH!? Purízu ♥ Misutá Posutoman OH!?ぷりーず♥みすたーぽすとまん                                                       | Ó!? Prosím ♥ pane listonoši                                                     | 22. března 2006     | vysíláno      |
| 178          | 37        | Deai "Hoši" no na o mocu šónen 出会い 「星」の名を持つ少年                                                           | Setkání s chlapcem jménem Hvězda                                                | 29. března 2006     | vysíláno      |
| 179          | 38        | Nacuhiboši Omoide no komori uta ナツヒボシ 思い出の子守唄                                                            | Natsuhiboshi Ukolébavka ze snů                                                  | 5. dubna 2006       | vysíláno      |
| 180          | 39        | Hidžucu kudžaku mjóhó no daišó 秘術 孔雀妙法の代償                                                                   | Kinjutsu: tajemná paví technika                                                 | 12. dubna 2006      | vysíláno      |
| 181          | 40        | Hošikage Hómurisarareta šindžucu 星影 葬り去られた真実                                                               | Hošikagem pohřbená pravda                                                       | 19. dubna 2006      | vysíláno      |
| 182          | 41        | Saikai Nokosareta džikan 再会 残された時間                                                                           | Shledání: Zbývající čas                                                         | 26. dubna 2006      | vysíláno      |
| 183          | 42        | Hoši wa kagajaki o mašite 星は輝きを増して                                                                           | Rozzářit svit hvězdy                                                            | 3. květen           | vysíláno      |

### Pátá řada (2006–2007)
| Č. v seriálu | Č. v řadě | Původní název | Český název                                                                                  | Premiéra v Japonsku | Premiéra v ČR |
| ------------ | --------- | --- | -------------------------------------------------------------------------------------------- | ------------------- | ------------- |
| 184          | 1         | Inuzuka Kiba no naga~i ičiniči 犬塚キバのなが～い一日 | Dlouhý den Inuzuky Kiby.                                                                     | 10. května 2006     | vysíláno      |
| 185          | 2         | Konohagakure no densecu, Onbaa wa džicuzai šita!! 木ノ葉隠れの伝説 オンバアは実在した!! | Legenda Skryté listové! Onbaa skutečně existuje!                                             | 17. května 2006     | vysíláno      |
| 186          | 3         | Warau Šino 笑うシノ | Šino se směje.                                                                               | 24. května 2006     | vysíláno      |
| 187          | 4         | Kaigjó!! Konoha hikkoši sentá 開業!!木ノ葉引越センター | Trénink! Ústředí stěhováků                                                                   | 31. května 2006     | vysíláno      |
| 188          | 5         | Fukakai, nerawareta gjóšónin 不可解 狙われた行商人 | Záhada! Pronásledovaní kupci!                                                                | 7. června 2006      | vysíláno      |
| 189          | 6         | Čikasui mudžinzó no ningu 地下水 無尽蔵の忍具 | Pod vodou. Nevyčerpatelná nindžovská zbraň                                                   | 14. června 2006     | vysíláno      |
| 190          | 7         | Bjakugan wa mita! Džiki cukai no šikaku 白眼は見た！磁気使いの死角 | Bjakugan to viděl! Slepé místo uživatele magnetismu!                                         | 21. června 2006     | vysíláno      |
| 191          | 8         | Ši no senkoku "Kumori tokidoki hare" 死の宣告“くもり時々晴れ” | Rozsudek smrti: „Zamračeno, s trochou jasné oblohy”                                          | 28. června 2006     | vysíláno      |
| 192          | 9         | Ino zekkjó! Poččari ♥ Paradaisu いの絶叫！ ポッチャリ♥パラダイス | Inin řev! Baculatý ♥ ráj                                                                     | 5. července 2006    | vysíláno      |
| 193          | 10        | Biba dódžójaburi! Seišun wa bakuhacu da ビバ道場破り！ 青春はバクハツだ | Výzva dódža Bibo! Výbušné mládí!                                                             | 12. července 2006   | vysíláno      |
| 194          | 11        | Kaiki, norowareta jureiširo 怪奇 呪われた幽霊城 | Bizarnost. Strašidelný hrad                                                                  | 19. července 2006   | vysíláno      |
| 195          | 12        | Daisan no čódžú, saidai no raibaru 第三の超獣 最大のライバル | Třetí obrovská šelma. Opravdový rival                                                        | 26. července 2006   | vysíláno      |
| 196          | 13        | Namida no gekitocu! Nekkecu šitei taikecu 涙の激突！ 熱血師弟対決 | Zvuk slz! Zúčtování mezi horkokrevným mistrem a studentem                                    | 9. srpna 2006       | vysíláno      |
| 197          | 14        | Daipinči! Konoha no džúičinin zen'in šúgó 大ピンチ！ 木の葉の11人全員集合 | Velký problém! Jedenáctka z Listové                                                          | 16. srpna 2006      | vysíláno      |
| 198          | 15        | Anbu mó teage, Naruto no kioku 暗部もお手上げ ナルトの記憶 | Skleslí ANBU. Narutovy vzpomínky                                                             | 23. srpna 2006      | vysíláno      |
| 199          | 16        | Matohazure, mietekita hjóteki 的外れ 見えてきた標的 | Nepodstatné! Cíl se vyjasňuje!                                                               | 30. srpna 2006      | vysíláno      |
| 200          | 17        | Gen'eki baribari, saikjó no suketto 現役バリバリ 最強の助っ人 | Aktivní služba! Ultimativní pomocník!                                                        | 13. září 2006       | vysíláno      |
| 201          | 18        | Tadžú torappu, hókai no kauntodaun 多重トラップ 崩壊のカウントダウン | Hromadné pasti! Odpočet do výbuchu!                                                          | 20. září 2006       | vysíláno      |
| 202          | 19        | Hondžicu happjó! "Nindžatači no ase to namida no meišóbu Besuto 5! Otanošimi no bangai-hen moaruttebajo" supešaru 本日発表！「忍者たちの汗と涙の名勝負ベスト５！ お楽しみの番外編もあるってばよ」スペシャル | Dnešní oznámení! Pot a slzy nindži, nejlepších 5 bitek! Na tenhle speciálek se vyplatí těšit | 27. září 2006       | vysíláno      |
| 203          | 20        | Kurenai no kecudan, torinokosareta daihappan 紅の決断 とり残された第8班 | Rozhodnutí Kurenai. Tým 8 opuštěn                                                            | 5. října 2006       | vysíláno      |
| 204          | 21        | Nerawareta Jakumo, fúinsareta nórjoku 狙われた八雲 封印された能力 | Jakumin cíl. Zapečetěné schopnosti                                                           | 5. října 2006       | vysíláno      |
| 205          | 22        | Kurenai no gokuhi ninmu ~Sandaime to no jakusoku~ 紅の極秘任務～三代目との約束～ | Super tajná mise Kurenai. Slib Třetímu                                                       | 5. října 2006       | vysíláno      |
| 206          | 23        | Gendžucu ka gendžicu ka, gokan o seisuru mono 幻術か現実か 五感を制するもの | Klam nebo skutečnost? Ti, kteří kontrolují pět smyslů                                        | 19. října 2006      | vysíláno      |
| 207          | 24        | Fúdžiraretahazu no nórjoku 封じられたはずの能力 | Schopnosti, jenž měly být zapečetěny.                                                        | 26. října 2006      | vysíláno      |
| 208          | 25        | Meiki: kačófúgecu no omosa 名器 花鳥風月の重さ | Vzácný artefakt: tíha přírodních krás!                                                       | 2. listopadu 2006   | vysíláno      |
| 209          | 26        | Teki wa "Šinobazu" 敵は『不忍』 | Nepřátelé jsou "Šinobazu"                                                                    | 9. listopadu 2006   | vysíláno      |
| 210          | 27        | Majoi no mori 迷いの森 | Les chaosu                                                                                   | 16. listopadu 2006  | vysíláno      |
| 211          | 28        | Honó no kioku 炎の記憶 | Vzpomínky Ohně                                                                               | 30. listopadu 2006  | vysíláno      |
| 212          | 29        | Sorezore no miči それぞれの道 | Každý svou cestou                                                                            | 7. prosince 2006    | vysíláno      |
| 213          | 30        | Ušinawareta kioku 失われた記憶 | Ztracené vzpomínky                                                                           | 14. prosince 2006   | vysíláno      |
| 214          | 31        | Torimodošita gendžicu 取り戻した現実 | Znovu získaná realita                                                                        | 21. prosince 2006   | vysíláno      |
| 215          | 32        | Keši saritai kako 消し去りたい過去 | Minulost, kterou chci vymazat                                                                | 21. prosince 2006   | vysíláno      |
| 216          | 33        | Kieta takumi - Nerawareta Šukaku 消えた匠 狙われた守鶴 | Zmizelí řemeslníci! Cíl Šukaku!                                                              | 11. ledna 2007      | vysíláno      |
| 217          | 34        | Suna no dómeikoku - Konoha no šinobi 砂の同盟国 木ノ葉の忍 | Spojenci Písečné. Nindžové z Listové                                                         | 18. ledna 2007      | vysíláno      |
| 218          | 35        | Fúdžiwareta suna, Suiko no hangeki 封じられた砂 水虎の反撃 | Zapečetěný písek. Suikonův protiútok                                                         | 25. ledna 2007      | vysíláno      |
| 219          | 36        | Jomigaetta kjúkjoku heiki よみがえった究極兵器 | Vzkříšená ultimátní zbraň                                                                    | 1. února 2007       | vysíláno      |
| 220          | 37        | Tabidači 旅立ち | Vyrážím                                                                                      | 8. února 2007       | vysíláno      |

## Úvodní a závěrečné znělky
| Úvodní znělky | Úvodní znělky             | Úvodní znělky            | Úvodní znělky | Závěrečné znělky | Závěrečné znělky            | Závěrečné znělky | Závěrečné znělky |
| Č.            | Název písně               | Interpret                | Díly          | Č.               | Název písně                 | Interpret        | Díly             |
| ------------- | ------------------------- | ------------------------ | ------------- | ---------------- | --------------------------- | ---------------- | ---------------- |
| 1             | „Rocks“                   | Hound Dog                | 1–25          | 1                | „Wind“                      | Akeboshi         | 1–25             |
| 2             | „Haruka kanata“           | Asian Kung-Fu Generation | 26–53         | 2                | „Harmonia“                  | Rythem           | 26–51            |
| 3             | „Kanašimi wo jasašisa ni“ | little by little         | 54–77         | 3                | „Viva Rock“                 | Orange Range     | 52–64            |
| 3             | „Kanašimi wo jasašisa ni“ | little by little         | 54–77         | 4                | „Alive“                     | Raiko            | 65–77            |
| 4             | „GO!“                     | Flow                     | 78–102        | 5                | „Ima made nando mo“         | The Mass Missile | 78–89            |
| 4             | „GO!“                     | Flow                     | 78–102        | 6                | „Rjúsei“                    | Tia              | 90–103           |
| 5             | „Seišun kjósókjoku“       | Sambomaster              | 103–128       | 7                | „Mountain a Gogo Two“       | Captain Straydum | 104–115          |
| 5             | „Seišun kjósókjoku“       | Sambomaster              | 103–128       | 8                | „Hadžimete kimi to šabetta“ | GagagaSP         | 116–128          |
| 6             | „No Boy, No Cry“          | Stance Punks             | 129–153       | 9                | „Nakušita kotoba“           | No Regret Life   | 129–141          |
| 6             | „No Boy, No Cry“          | Stance Punks             | 129–153       | 10               | „Speed“                     | Analog Fish      | 141–153          |
| 7             | „Namikaze Satellite“      | Snorkel                  | 154–178       | 11               | „Soba ni iru kara“          | Amadori          | 154–165          |
| 7             | „Namikaze Satellite“      | Snorkel                  | 154–178       | 12               | „Parade“                    | Chaba            | 166–178          |
| 8             | „Re:member“               | Flow                     | 179–202       | 13               | „Yellow Moon“               | Akeboshi         | 179–191          |
| 8             | „Re:member“               | Flow                     | 179–202       | 14               | „Pinocchio“                 | Ore Ska Band     | 192–202          |
| 9             | „Jura jura“               | Hearts Grow              | 203–220       | 15               | „Scenario“                  | Saboten          | 203–220          |

## Filmy
| Č. | Původní název | Český název                       | Režie             | Scénář                          | Premiéra v Japonsku |
| -- | --- | --------------------------------- | ----------------- | ------------------------------- | ------------------- |
| 1  | Gekidžóban Naruto: Daikacugeki! Jukihime ninpóčó dattebajo!! 劇場版 NARUTO -ナルト- 大活劇!雪姫忍法帖だってばよ!!               | Naruto: Záchrana snežné princezny | Tensai Okamura    | Kacujuki Sumisawa               | 21. srpna 2004      |
| 2  | Gekidžóban Naruto: Daigekitocu! Maboroši no čiteiiseki dattebajo 劇場版 NARUTO -ナルト- 大激突!幻の地底遺跡だってばよ           | —                                 | Hirocugu Kawasaki | Hirocugu Kawasaki a Juka Mijata | 6. srpna 2005       |
| 3  | Dai kófun! Mikazuki-džima no Animal Panic dattebajo 劇場版NARUTO-ナルト- 大興奮！みかづき島のアニマル騒動（パニック）だってばよ | —                                 | Tošijuki Curu     | Džunki Takegami                 | 5. srpna 2006       |

## OVA
| Č. | Původní název | Premiéra v Japonsku |
| -- | --- | ------------------- |
| 1  | Akaki jocuba no Clover wo sagase 紅き四つ葉のクローバーを探せ                                                            | 21. srpna 2004      |
| 2  | Takigakure no šitó ore ga eijú dattebajo! 滝隠れの死闘 オレが英雄だってばよ！                                            | 21. srpna 2004      |
| 3  | Konoha no sato no dai undókai 木ノ葉の里の大うん動会                                                                     | 21. srpna 2004      |
| 4  | Cuini gekitocu! Džónin tai genin!! Musabecu dairansen taikai kaisai!! ついに激突！上忍VS下忍！！無差別大乱戦大会開催！！ | 21. srpna 2004      |